# Минков, Виктор Михайлович
Виктор Михайлович Минков (3 марта 1971 года, Ленинград) — заслуженный работник культуры РФ (2010), театральный режиссёр, продюсер, художественный руководитель театра «Приют комедианта», основатель международного фестиваля «Петербургские театральные сезоны».

## Биография
В 1992 году окончил Санкт-Петербургский Университет культуры и искусства по специальности режиссёр драматического театра. В 24 года, в 1995 году, Виктор Минков возглавил театр «Приют комедианта», основанный актёром БДТ Юрием Томошевским. Уже через два года, в 1997 году, Виктор Минков, заручившись поддержкой ведущих деятелей культуры Санкт-Петербурга, добился того, чтобы у театра появился собственный дом.
В 2000 году стал директором — художественным руководителем театра «Приют комедианта». В этом же году предложил новую для России модель работы в театре — с регулярным репертуаром, но без постоянной труппы. Каждую постановку в театре создает приглашенная творческая команда: от режиссёра и художника-постановщика до исполнителей главных ролей. Сильные стороны системы: режиссёры не обходятся возможностями конкретной труппы, а могут выбирать артистов Москвы и Петербурга, которые идеально подходят для спектакля. По приглашению Минкова в «Приюте комедианта» ставили Андрей Могучий, Вениамин Фильштинский, Константин Богомолов, Григорий Дитятковский, Максим Диденко, Дмитрий Волкострелов и другие.
Минков — организатор гастролей театра «Приют Комедианта» в Германию, Швейцарию, Чехию, Литву, Польшу, Финляндию, Францию, Израиль, Италию, Грузию и т. д.
Под руководством Виктора Минкова театр «Приют комедианта» неоднократно становился лауреатом высшей Национальной театральной премии «Золотая Маска» и Высшей театральной премии Санкт-Петербурга «Золотой Софит»
Летом 2015 года в здании «Приюта комедианта» началась масштабная реконструкция. Театр полностью преобразился — от зрительского фойе до технического оснащения сцены.
В 2023 году набрал продюсерский курс в Российском государственном институте сценических искусств.

## Театральные работы
- «Игра в джин» Д. Кобурн (1996), в главных ролях: Наталья Нестерова, Игорь Тихоненко
- «Она бросает вызов» Д. Маррел (1997), в главных ролях: народная артистка РСФСР Зинаида Шарко, Игорь Волков, Владимир Митрофанов, Дмитрий Исаев
- «Я хочу только одного — чтобы меня любили» Р.-В. Фассбиндер (2002), в главных ролях: Мария Семенова, Антон Сычев, заслуженная артистка РФ Наталья Боровкова и др.
- «Тетка Чарлея из Бразилии» Т. Брандон (2004), в главных ролях: заслуженные артисты РФ Наталья Боровкова, Николай Денисов, Евгений Филатов и др.
- «Сладкая ложь» (2008), в главных ролях: Мария Семушина, Денис Варфоломеев, Антон Гуляев, Антон Мошечков и др.

## Награды
- Заслуженный работник культуры РФ (2010).
- Благодарность Законодательного Собрания Санкт-Петербурга (25 января 2017 года) — за выдающиеся личные заслуги в развитии культуры и искусства в Санкт-Петербурге, многолетнюю успешную профессиональную деятельность, а также в связи с 30-летием со дня создания Санкт-Петербургского государственного бюджетного учреждения культуры «Государственный драматический театр «Приют комедианта»[5]